# Parafia św. Marcina w Nowolesiu
Parafia św. Marcina w Nowolesiu – znajduje się w dekanacie Strzelin  w archidiecezji wrocławskiej. Erygowana w 1989 roku. Obsługiwana przez księży archidiecezjalnych. Jej proboszczem jest ks. dr Janusz Prejzner RM .

## Historia
W 1368 roku pojawiła się pierwsza wzmianka o kościele w Nowolesiu. Do 1810 roku kościół obsługiwali Cystersi z opactwa w Henrykowie. W 1867 roku zbudowano obecny kościół. 
W 1946 roku do Nowolesia przybył ks. Marian Czech z polskimi repatriantami z Komarna, przywożąc cudowny Obraz Matki Bożej Różańcowej. W 1947 roku zmarł ks. Marian Czech. Do lat 70. XX wieku istniała parafia, która nie posiadała własnego proboszcza i była administrowana przez proboszcza z Dankowic.
11 lutego 1989 roku dekretem abpa Henryka Gulbinowicza została erygowana parafia w Nowolesiu, z siedzibą w Białym Kościele, z wydzielonego terytorium parafii Dankowice.
28 sierpnia 1997 roku dekretem abpa Henryka Gulbinowicza zostało ustanowione Sanktuarium Matki Bożej Różańcowej. 4 października 1997 roku odbyło się ustanowienie i poświęcenie sanktuarium.
Na terenie parafii jest 1421 wiernych w miejscowościach: Nowolesie, Biały Kościół, Dębniki, Gębczyce, Gębice, Kazanów, Szczodrowice, Wąwolnica.
Proboszczowie parafii:
1989–2019. ks. Stanisław Włodarski.
2019– nadal ks. dr Janusz  Prejzner.

## Obraz Matki Bożej Różańcowej
W kościele znajduje się cudowny obraz Matki Bożej Różańcowej przywieziony przez polskich repatriantów z parafii Komarno. Obraz ten czczony w Komarnie od XVII wieku, już w 1774 roku był słynący łaskami. 8 grudnia 1957 roku abp Bolesław Kominek dokonał intronizacji obrazu w kościele.